# .bitnet
.bitnet — псевдодомен верхнього рівня, що використовувався наприкінці 1980-х і показував, що хост не підключений безпосередньо до Інтернету, але можливо доступний через міжмережеві шлюзи. У цьому випадку, він показував, що хост доступний через BITNET. Це був один з декількох «доменів верхнього рівня», які не були присутні у кореневому домені DNS, але використовувалися для адресації у ті часи, коли широко були поширені мережі, не пов'язані з Інтернетом.